# フリーアナウンサー
フリーアナウンサーは、放送局（テレビ局・ラジオ局）と雇用関係になく、自由契約で活動する日本のアナウンサーの総称。

## 概要
放送局に入社し、社員として勤務するアナウンサー（通称「局アナ」）との対義語として用いられる語で、放送局に所属していないアナウンサー全般を指す。局アナと区別するため、放送局側ではキャスターやリポーターとも呼ばれる。
フリーアナウンサーと局アナに必要となる技量に違いはなく、仕事を始める前にアナウンススクール（アナウンサー養成を目的とした専門学校、或いは放送局の主催する講習会）に通うものも少なくないが、局アナが各放送局の入社試験に合格する必要があるのに対し、フリーアナウンサーはその必要がない。ただし個人事業主として活動するため、個人事業主の開業届を出す必要がある他、自ら営業活動を行うスキルも求められる。
局アナとして一定の経験を積んだ上でフリーに転向する事例、あるいは放送局内での人事異動に伴ってアナウンス業務から外れるタイミングでフリーに転向する事例、放送局での定年を迎えてアナウンサーとしての活動を継続するためにフリーアナウンサーに転身する事例も少なくない。
フリーアナウンサーの多くは芸能事務所や制作プロダクションとの間で専属契約を結び、当該事務所所属のアナウンサーとして活動する。「芸能事務所所属」という意味では純然たるフリーランスとは呼べないが、局アナが社員としてその放送局関係に限定してアナウンサーとしての業務を行うのに対し、自分で出演する仕事や局を選べるなど、自由に働くという意味で「フリー」だと言える。
一方で、フリーアナウンサーでありながら放送局と専属契約を結び、局アナ（社員アナウンサー）と同様の業務を行っている者、芸能事務所等との業務委託契約を結ばず純粋にフリーランスとして業務を行う者、さらにはアナウンサー自身が新たに芸能事務所を設立して代表者として活動する者など、一口にフリーアナウンサーと言ってもその活動形態は様々である。逆に、フリーアナウンサーとして活動後に放送局の中途採用に応募し局アナに転身する者もある。

## 活動中のフリーアナウンサー
※ かっこ書きは、前所属の放送局

### 男性
あ
- 青木源太（日本テレビ）
- 朝岡聡（テレビ朝日）
- 荒川強啓（山形放送→TBS専属キャスター）
- 安東弘樹（TBS）
- 飯塚治（文化放送）
- 石井亮次（CBCテレビ）
- 石川顯（TBS定年）
- 石川太郎（東北放送定年）
- 石黒新平（東北放送→ニッポン放送→広島ホームテレビ）
- 石澤典夫（NHK）
- 石原敬士（テレビ新広島）
- 市川勝也
- 伊藤英一郎（テレビ北海道）
- 伊藤政昭
- 岩崎和夫（ラジオ関西）
- 植草貞夫（朝日放送定年）
- 上野晃（テレビ和歌山→テレビ埼玉）
- 牛尾淳（ラジオ関西）
- 上野智広（文化放送）
- 上柳昌彦（ニッポン放送定年→ニッポン放送専属）
- 梅田淳（関西テレビ）
- 梅中悠介（大分朝日放送→新潟総合テレビ→テレビ埼玉）
- 大熊英司（テレビ朝日）
- 大澤幹朗（岩手放送）
- 大沢悠里（TBS）
- 大塚範一（NHK）
- 大前一樹（和歌山放送）
- 大和田新（ラジオ福島定年）
- 小笠原聖（秋田朝日放送）
- 小川光明（日本テレビ）
- 小倉淳（日本テレビ）
- 小野厚徳
- 小山田春樹（日本テレビ→フリー→京都市会議員）

か
- 鍵野威史
- 梶原しげる（文化放送）
- 笠井信輔（フジテレビ）
- 垣花正  (ニッポン放送)
- 加藤暁（九州朝日放送）
- 金子勝彦（毎日放送→テレビ東京）
- 上恭ノ介
- 川上政行（宮崎放送→TVQ）
- 河路直樹（東海ラジオ→RKB毎日放送）
- 河田浩兒
- 北野英二
- 木下貴道
- 木村寿伸（KBS京都）
- 木村季康（ラジオ福島）
- 清野茂樹（広島エフエム放送）
- 草野仁（NHK）
- 久保田光彦（テレビ東京定年）
- 熊谷龍一（鹿児島放送）
- 久米宏（TBS）
- 桑原征平（関西テレビ定年）
- 倉敷保雄（ラジオ福島）
- 小堺翔太
- 近藤祐司
- 小林完吾（南日本放送→日本テレビ）
- 小堀勝啓（CBCテレビ定年）
- 小屋敷彰吾（日経ラジオ社）

さ
- 堺正幸（フジテレビ定年）
- 坂田博昭
- 佐藤のりゆき（北海道放送）
- 佐藤啓（中京テレビ）
- 佐藤充宏（NHK→フジテレビ専属）
- 志生野温夫（日本テレビ）
- 島村俊治（NHK定年）
- 清水久嗣（TOKYO FM→ニッポン放送）
- 下田恒幸（仙台放送）
- 生野文治（RKB毎日放送→ナレーター）
- 申徹也
- 新谷賢太郎（秋田放送）
- 菅野詩朗（文化放送）
- 杉本清（関西テレビ定年）
- 杉山一雄（関西テレビ定年→関西テレビ専属）
- 鈴木史朗（TBS定年）
- 鈴木光裕（福島テレビ→テレビ大阪→東海ラジオ→文化放送）
- 鈴木芳彦（フジテレビ→フリー・RIZIN専属アナウンサー・格闘技実況アナウンサー）
- 須田哲夫（フジテレビ役員待遇満了）
- 住田洋（テレビ愛媛）
- 関口伸（テレビ岩手）
- 関野浩之
- 節丸裕一
- 千田正穂（NHK）
- 荘口彰久（ニッポン放送）
- 染谷恵二（RFラジオ日本）

た
- 高嶋秀武（ニッポン放送定年）
- 高塚哲広（朝日放送→気象予報士）
- 高橋巨典（テレビ宮崎）
- たかとりじゅん（福島中央テレビ）
- 高柳謙一（元朝日放送→WOWOW）
- 武田真一（NHK早期定年）
- 多田しげお（CBCテレビ定年）
- 田中大貴（フジテレビ）
- 谷口廣明
- 辻よしなり（テレビ朝日）
- 土屋和彦
- 露木茂（フジテレビ役員待遇満了）
- 寺島啓太（四国放送→文化放送）
- 寺島尚正（文化放送）
- 寺谷一紀（NHK大阪）
- 徳光和夫（日本テレビ）
- 土居壮（テレビ東京）
- 土井悠平（北陸放送→文化放送）

な
- 中井雅之（OBCラジオ大阪）
- 長岡一也（ラジオたんぱ）
- 中田秀作（文化放送定年）
- 中村克洋（NHK）
- 中村基樹（RKB定年）
- 西澤暲（OBC→CBC）
- 西達彦
- 丹羽一貴
- 野島卓（フジテレビ）
- 野村邦丸（茨城放送→文化放送）

は
- 羽川英樹（山陽放送→読売テレビ）
- 波多江孝文（琉球放送→ニッポン放送）
- 波多江良一（富山テレビ放送→群馬テレビ）
- 羽鳥慎一（日本テレビ）
- 馬場鉄志（関西テレビ定年→専属）
- 坂信一郎（文化放送）
- 広瀬修一（仙台放送）
- 福井謙二（フジテレビ定年）
- 福澤朗（日本テレビ）
- 藤井貴彦（日本テレビ）
- 福留功男（日本テレビ）
- 福原直英（フジテレビ）
- 舩山陽司（NHK→ラジオNIKKEI）
- 古舘伊知郎（テレビ朝日）
- 堀江政史（テレビ金沢）
- 堀尾正明（NHK）

ま
- 槇嶋範彦（西日本放送→新潟テレビ21→文化放送）
- 牧原俊幸（フジテレビ定年）
- 桝太一（日本テレビ) 2022年度にフリー転身と同時に、同志社大学ハリス理化学研究所助教を兼務している。
- 松岡俊道
- 松下賢次（TBS定年）
- 松本秀夫（ニッポン放送）
- 宮内恒雄
- 宮川俊二（NHK→フジテレビ専属）
- 宮根誠司（朝日放送）
- 宮本隆治（NHK）
- 三代澤康司（朝日放送定年）
- 森たけし（読売テレビ定年）
- 森田政仁（北海道テレビ）
- 森本光（瀬戸内海放送）
- 森本毅郎（NHK→TBS専属）

や
- 矢野武
- 矢野吉彦（文化放送）
- 山田透（ラジオ日本→ニッポン放送専属）
- 山田弥希寿（山陰放送→文化放送）
- 山中秀樹（フジテレビ）
- 山本耕一（テレビ長崎→気象予報士）
- 山本直也（ラジオたんぱ）
- 山本浩之（関西テレビ）
- 結城哲郎（毎日放送）
- 横山和正（テレビ高知）
- 吉田照美（文化放送）
- 吉田伸男（フジテレビ）
- 吉原完
- 吉村功（東海テレビ定年）
- 吉本靖（ラジオたんぱ）

ら
- レーサー鹿島（大分放送→TOKYO FM）

わ
- 若林健治（中部日本放送→日本テレビ）
- 渡辺一宏（北日本放送）

### 女性
あ
- 青木真麻
- 青木裕子（TBS）
- 赤江珠緒（朝日放送）
- 我妻絵美（中京テレビ）
- 浅野薫（長野放送）
- 芦川愛子（茨城放送）
- 雨宮塔子（TBS）
- 雨宮萌果（NHK）
- 安藤久美子（岡山放送）
- 安藤幸代（共同テレビ→フジテレビ出向）
- 石崎佳代子（テレビ愛媛）
- 石田紗英子
- 石山愛子（北海道放送)
- 市川いずみ（山口朝日放送）
- 市野瀬瞳（新潟総合テレビ→中京テレビ）
- 乾貴美子
- 岩瀬惠子（フジテレビ）
- 植杉尚子（石川テレビ）
- 魚住咲恵（岡山放送）
- 魚住りえ（日本テレビ）
- 宇賀なつみ（テレビ朝日）
- 宇垣美里（TBS）
- 氏田朋子（CBC）
- 内田敦子（東日本放送）
- 内田恭子（フジテレビ）
- 有働由美子（NHK）
- 江口桃子
- 小穴薫（NHK）
- 大神いずみ（日本テレビ）
- 小川綾乃
- 小川彩佳（テレビ朝日）
- 小川友佳
- 大島さと子
- 太田真希（秋田放送）
- 大坪千夏（フジテレビ）
- 大橋照子（日本短波放送 (ラジオたんぱ)）
- 大橋マキ（フジテレビ）
- 大橋未歩（テレビ東京）
- 奥井奈々（NewsPicks）
- 落合恵子（文化放送→作家）
- 大西由梨（エフエム高知）
- 翁長舞（琉球放送）
- 小俣雅子（文化放送）

か
- 笠井さやか（新潟テレビ21→千葉テレビ）
- 勝恵子
- 加藤綾子（フジテレビ）
- 加藤えり（長野朝日放送）
- 加藤多佳子（日本テレビ）
- 鎌倉みどり（鹿児島放送）
- 川田裕美（読売テレビ）
- 神田愛花（NHK）
- 木佐彩子（フジテレビ）
- 岸本尚実（日本海テレビ→HBC）
- きゃんひとみ（琉球放送）
- 日下千帆（テレビ朝日）
- 草野満代（NHK→TBS専属）
- 楠田枝里子（日本テレビ）
- 久慈暁子(フジテレビ)
- 久野静香（日本テレビ）
- 久保純子（NHK）
- 倉林知子（さくらんぼテレビ）
- 小島奈津子（フジテレビ）
- 小谷真生子
- 五戸美樹（ニッポン放送）
- 小林あや
- 小林佳果
- 小林麻耶（TBS）
- 小宮悦子（テレビ朝日→テレビ朝日専属）
- 小山真理（テレビ愛知→）
- 近藤サト（フジテレビ）

さ
- 齋藤幸恵
- 酒井千佳  (北陸放送)
- 坂上みき（テレビ新潟）
- 坂本安代（NHK福井放送局）
- 櫻田彩子
- 迫文代（テレビ朝日）
- 鹿内美沙（中京テレビ）
- 篠田潤子（テレビ朝日）
- 芝尚子（南海放送）
- 柴田阿弥
- 島ひとみ
- 城ヶ崎祐子（フジテレビ）
- 東海林のり子（ニッポン放送）
- 進藤晶子（TBS）
- 菅原美千子（仙台放送）
- 末木明美（山梨放送）
- 杉崎美香（信越放送）
- 鷲見玲奈（テレビ東京）
- 角田華子
- 住吉美紀（NHK）
- 関戸めぐみ（フジテレビ）
- 関谷亜矢子（日本テレビ）
- 膳場貴子（NHK→TBS専属）

た
- 高島彩（フジテレビ）
- 高橋佳代子（テレビ岩手）
- 高橋真麻（フジテレビ）
- 高藤有沙（NHK）
- 竹中美彩（北海道文化放送）
- 滝川クリステル（共同テレビ→フジテレビ出向→フジテレビ専属）
- 武内陶子（NHK）
- 竹内由恵（テレビ朝日）
- 武田祐子（フジテレビ）
- 田中みな実（TBS）
- 谷岡恵里子（千葉テレビ）
- 田丸美寿々（フジテレビ→テレビ朝日専属）
- 千野志麻（フジテレビ）
- 堤信子（福岡放送）
- 鶴田由香（テレビ愛媛）
- 寺田理恵子（フジテレビ）
- 土井里美（新潟放送）
- 樋田かおり（青森放送→中京テレビ）
- 戸塚貴久子（テレビ静岡）
- 富永美樹（フジテレビ）

な
- 内藤裕子（NHK）
- 中井亜希（NHK→TBS専属）
- 中井美穂（フジテレビ）
- 永井美奈子（日本テレビ→）
- 中里雅子（テレビ朝日→ナレーター）
- 中嶋美和子（大分朝日放送）
- 中田エミリー（新潟総合テレビ）
- 中田有紀（青森放送）
- 中西希（株式会社ウェザーマップと業務提携）
- 中野知美（テレビユー福島→テレビ埼玉）
- 長野智子（フジテレビ）
- 中野美奈子（フジテレビ）
- 成嶋早穂（東海テレビ）
- 西尾由佳理（日本テレビ）
- 新田朝子（NHK旭川放送局→福島放送）
- 沼田靖子（山陽放送）
- 根岸麻衣子（群馬テレビ）

は
- 橋本志穂（福岡放送）
- 橋本奈都江（静岡放送）
- 橋本美穂
- 馬場典子（日本テレビ）
- 馬場ももこ（テレビ金沢）
- 林恵子（静岡放送）
- 平井理央（フジテレビ）
- 平方恭子（福島放送）
- 平野綾菜（唐津ケーブルテレビ→FM福岡）
- 平松あゆみ（フジテレビ）
- 福元英恵（フジテレビ）
- 深澤里奈（フジテレビ）
- 福山知沙
- 藤田真奈美
- 藤田佳子
- 古瀬絵理（NHK山形）
- 堀友理子（朝日放送）
- 本多小百合（中京テレビ）
- 本田朋子（フジテレビ）

ま
- 益田由美（フジテレビ定年）
- 松井佐祐里（NHK津放送局→NHK仙台放送局→文化放送）
- 松井みどり（フジテレビ）
- 松尾翠（フジテレビ）
- 松田朋恵（フジテレビ）
- 松丸友紀（テレビ東京）
- 松本ともこ（TOKYO FM）
- 丸岡いずみ（北海道文化放送→日本テレビ報道局）
- 三浦茉莉（東海テレビ）
- 三雲孝江（TBS）
- 南美希子（テレビ朝日）
- 宮﨑宣子（日本テレビ）
- 宮瀬茉祐子（フジテレビ）
- 宮本優香（宮崎放送）
- 箕浦聖弓（テレビ長崎）
- 水嶋千詠
- 宮内亜弥子
- 向井佐都子（福島テレビ）
- 望月理恵
- 森香澄（テレビ東京）
- 森麻季（日本テレビ）

や
- 八木亜希子（フジテレビ）
- 八木早希（毎日放送）
- 八塩圭子（テレビ東京）
- 安井まみ子（広島テレビ）
- 山元香里（福島テレビ）
- 山本潤
- 山本リエ
- 山本里菜(TBS)
- 雪野智世（テレビ朝日）
- 弓山佳子 (フリー)
- 吉井歌奈子（東海テレビ）
- 吉川美代子（TBS定年）
- 吉田恵
- 吉田明世 （TBS）
- 吉竹史（毎日放送）

ら
- リアド慈英蘭

わ
- 若林理紗（山陰中央テレビ）
- 鷲野圭子（名古屋テレビ）
- 渡辺真理（TBS→テレビ朝日専属）
- 渡辺みなみ

## 引退・転職したフリーアナウンサー
男性
- 生島ヒロシ（元TBS）無期限活動休止
- 今泉清保(いまいずみ・せいほ)（元福岡放送→フリー→2012年青森テレビ入社）
- 榎本猛(えもと・たけし)（NHK）
- 奥田博之(おくだ・ひろゆき)（元ラジオ関西）
- 柏村武昭(かしむら・たけあき)（中国放送）
- 川原恵輔(かわはら・けいすけ)（NHK）

女性
- 相川梨絵(あいかわ・りえ)（共同テレビ(フジテレビ出向)→フリー）
- 安谷屋真理子（あだにや・まりこ）（極東放送→エフエム沖縄→フリー）
- 伊藤綾子（秋田放送→フリー→専業主婦※二宮和也夫人)
- 薄井しお里（うすい・しおり）（東北放送→フリー→グラビアアイドル）
- 菊間千乃（きくま・ゆきの）（フジテレビ→司法修習生→弁護士）
- 河野景子(こうの・けいこ)（フジテレビ→退社後活動休止→フリー）
- 斎藤陽子(さいとう・ようこ)（長野朝日放送）
- 塩地美澄（しおち・みすみ）（秋田朝日放送→フリー→グラビアアイドル）
- 脊山麻理子（せやま・まりこ）（日本テレビ→フリー→グラビアアイドル）
- 田中亜弥(たなか・あや)
- 夏目三久（日本テレビ→フリー→専業主婦※有吉弘行夫人）
- 松任谷國子(まつとうや・くにこ)
- 山本モナ(やまもと・もな)（朝日放送）

## 故人
放送局在職中に死去した人などは除く。
男性
- 相川浩（元NHK）
- 安部憲幸（朝日放送）
- 石井智（TBS）
- 逸見政孝（フジテレビ）
- 生方恵一（NHK）
- 岡田実（NHK）
- 小川宏（NHK→フジテレビ専属）
- 押阪忍（NET）
- 小倉智昭(東京12チャンネル)
- 木島則夫
- 金原二郎（日本テレビ）
- 島碩弥（山陰放送）
- 高橋圭三（NHK）
- 土居まさる（文化放送）
- 土門正夫（NHK）
- 中西一清（RKB毎日放送→RKB専属パーソナリティ）
- 野村泰治（NHK）
- 比嘉憲雄（ニッポン放送）
- 深澤弘（東北放送→ニッポン放送）
- 松宮一彦（TBS）
- 宮田輝（NHK）
- 八木治郎（NHK）
- 山谷親平
- 山本文郎（TBS）
- 渡辺謙太郎（TBS）

女性
- 有賀さつき（フジテレビ）
- 絵門ゆう子（旧姓：池田）（NHK）
- 小口絵理子（ニッポン放送）
- 川田亜子（TBS）
- 黒木奈々
- 小林麻央
- 小山乃里子（ラジオ関西）
- 滝良子（熊本放送）
- 成田敦子（文化放送）
- 野際陽子（NHK）
- 丸木陽子（FM東京）
- 宮崎総子（フジテレビ）
- 薬袋美穂子
- 武藤まき子（中国放送）
- 吉田治美（山口放送）
- 米森麻美（日本テレビ）

### 注記
1. ↑  ボイスワークスに所属の上で、2018年4月から2020年3月末までテレビ埼玉の契約アナウンサーとして活動した山崎彩紗など。
2. ↑  フットメディアとの専属契約を終了して活動を継続している野村明弘など。
3. ↑  山口放送の局アナからフリーに転身後、日本海テレビジョン放送の局アナとなった福谷貞夫など。